# Kuba-Blütenfledermaus
Die Kuba-Blütenfledermaus (Phyllonycteris poeyi) ist eine Fledermausart aus der Familie der Blattnasen (Phyllostomidae), welche auf den Großen Antillen beheimatet ist. Die Art ist nach dem kubanischen Naturforscher Felipe Poey benannt.

## Beschreibung
Die Kuba-Blütenfledermaus ist eine mittelgroße Fledermaus mit einer Unterarmlänge von 42–51 mm, einer Flügelspannweite von 294–350 mm und einem Gewicht von 15–29 g. Die Männchen sind generell etwas größer als die Weibchen. Das Nasenblatt ist rudimentär und die Unterlippe besitzt in der Mitte eine Gruppe mit warzenartigen Ausstülpungen (Papillen). Die Schwanzflughaut ist schmal und es ist kein Calcar vorhanden. Der Schwanz ist relativ kurz (6 bis 18 mm) und ragt lediglich 1 bis 7 mm aus der Schwanzflughaut hinaus. Die Ohren sind 12–16 mm lang. Das Fell ist gräulich-weiß und hat eine seidige Textur, die das Licht silbern reflektiert. Die Flügel sind relativ breit, was diese Art zu einem wendigen, relativ langsamen Flieger macht. Die Fluggeschwindigkeit beträgt dabei etwa 6,7 km/h.
Die Kuba-Blütenfledermaus unterscheidet sich von ihrer Schwesterart, der Jamaika-Blütenfledermaus (Phyllonycteris aphylla), hauptsächlich durch Merkmale des Schädels. So besitzt Phyllonycteris poeyi im Gegensatz zu P. aphylla eine leichte, längs über den Schädel laufende Kante. Die Schädelbasis von P. aphylla ist zudem insofern einzigartig für Säugetiere, dass sich der Hirnschädel oberhalb der normalen Position befindet und eine tiefe, längliche Grube formt. P. aphylla besitzt zudem eine schlankere Schnauze als Phyllonycteris poeyi.
Wie die meisten Blumenfledermäuse besitzt auch Phyllonycteris poeyi eine lange, ausfahrbare Zunge, die an der Spitze mit borstenartigen Papillen versehen ist. Dies ist eine Anpassung an die Ernährungsweise.

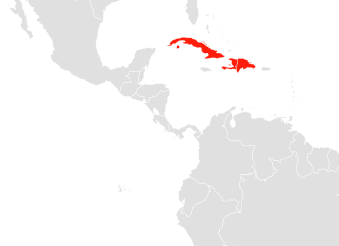
Verbreitungsgebiet von Phyllonycteris poeyi

## Lebensweise
Die Kuba-Blütenfledermaus gehört zu den häufigsten Fledermäusen Kubas. Die Art ist wie die meisten Fledermäuse nachtaktiv, verlässt 32 bis 71 Minuten nach Sonnenuntergang ihre Verstecke und kommt 14 bis 95 Minuten vor Sonnenaufgang zurück. Sie ernährt sich wie andere Blumenfledermäuse hauptsächlich von Nektar und Pollen nachtblühender Pflanzen, nimmt jedoch auch Früchte und gelegentlich Insekten zu sich. Sie ist somit ein wichtiger Bestäuber von Blütenpflanzen und trägt zum Verbreiten von Samen bei. Phyllonycteris poeyi ernährt sich unter anderem von Nektar der Agave grisea, der Caesalpinien Caesalpinia bahamensis und C. vesicaria, der Palmengattung Coccothrinax und der Königspalme (Roystonea regia), den Kakteengewächsen Dendrocereus nudiflorus, Harrisia, Leptocereus und Selenicereus, der Mimose Dichrostachys cinerea, Hibiskus, dem Afrikanischen Tulpenbaum (Spathodea campanulata). Zu den verzehrten Früchten gehören die des Ameisenbaums Cecropia schreberiana, des Schwarzmundes Conostegia xalapensis, des Wandelröschens Lantana trifolia, des Pfeffers Piper aduncum und des Nachtschattengewächs Solanum umbellatum. Die Flügelspitzen sind für eine Blumenfledermaus relativ schlecht ausgebildet, weswegen die Art nicht zu einem Schwebflug fähig ist. Sie besitzt jedoch sehr lange Beine und ist flink auf allen Vieren. Um zu fressen, landet die Fledermaus geschickt neben der Blüte bzw. neben der Frucht auf dem Ast der Pflanze.
Im Flug produziert die Art für Fledermäuse relativ lange, bis 7,2 ms dauernde Echoortungsrufe in einer Höhe von etwa 50 kHz. In Umgebungen mit vielen Hindernissen werden die Rufe kürzer und die Frequenz wird moduliert.
Den Tag verbringt die Kuba-Blütenfledermaus in großen Gruppen von mehreren tausend Tieren in den tiefen Bereichen von Höhlen, die meistens nur durch einen einzigen, sehr engen Eingang zugänglich sind. Die Luftzirkulation ist entsprechend gering und die Luftfeuchtigkeit hoch (>90 %). Die Temperaturen können zwischen 28 und 40 °C schwanken und werden durch die Anwesenheit der Tiere wesentlich beeinflusst. In den Höhlen findet man gelegentlich andere Fledermausarten wie Brachyphylla nana, Erophylla sezekorni, Pteronotus quadridens, P. macleayii und P. parnellii.
Die Kuba-Blütenfledermaus ist monoöstrisch und bringt pro Jahr ein Jungtier zur Welt. Die Tiere paaren sich im Dezember, trächtige Weibchen findet man zwischen Februar und Juni und die Säugezeit findet zwischen Juni und September statt. Bei der Geburt wiegen die Jungen etwa 5 g und haben eine Unterarmlänge von etwa 22 mm. Die Jungtiere sind haarlos.
Zu den bekannten Fressfeinden gehören die Schleiereule (Tyto alba), die Styxeule (Asio stygius), die Kuba-Schlankboa (Epicrates angulifer), die Kuba-Schlanknatter (Alsophis cantherigerus) sowie Hauskatzen.

## Verbreitung und Lebensraum
Die Kuba-Blütenfledermaus kommt auf Kuba und Haiti sowie in der Dominikanischen Republik vor. Die Art wird von der IUCN als ungefährdet eingestuft.